# 小行星57140
小行星57140（57140 Gaddi）是一颗绕太阳运转的小行星，为主小行星带小行星。该小行星于2001年8月发现。
該小行星以業餘天文學家里卡多·加迪（Riccardo Gaddi）命名。

## 轨道参数
小行星57140的轨道半长轴为363 535 031 km（2.4300470 UA），离心率为0.184。